# طلال نايف
طلال نايف عبد الله عاشق العنزي (10 نوفمبر 1985 -)، لاعب كرة قدم كويتي يلعب حالياً في نادي العربي الكويتي.
```
كان يلعب مع 
نادي النصر الكويتي
، ومنذ عام 
2011
 أصبح يلعب مع 
نادي العربي الكويتي
 و أعاره العربي إلى نادي قطر القطري عام 2016 . كما إنه يلعب مع 
منتخب الكويت الأولمبي لكرة القدم
. وهو أخ اللاعب 
مشعل نايف
.
[
1
]
```

## روابط خارجية
- طلال نايف على موقع ناشيونال فوتبول تيمز (الإنجليزية)
- طلال نايف على موقع كووورة